# Aktiv-Matrix-Display
Der Begriff Aktiv-Matrix-Display oder AMLCD (kurz für engl.: active matrix liquid crystal display) wird hauptsächlich für Flüssigkristallbildschirme verwendet, die eine Matrix von Dünnschichttransistoren enthalten, mit denen LCD-Bildpunkte angesteuert werden. Jeder einzelne Bildpunkt besitzt eine Schaltung mit aktiven Komponenten (meist Transistoren) und Stromversorgungsanschlüsse.
Pioniere dieser Art von Matrixansteuerung von LCDs waren Bernard J. Lechner (RCA-Laboratorien), T. Peter Brody und Fang-Chen Luo (beide bei Westinghouse Electric). Lechner erfand das Konzept und realisierte einen Prototyp mit diskreten Bausteinen (FET-Transistoren und Kapazitäten) 1968. Brody und Luo konnten 1974 ein erstes Aktiv-Matrix-LCD mit Dünnschichttransistoren in integrierter Form vorstellen.
Die jedem Bildpunkt zugeordnete Sample-and-Hold-Schaltung hat zwei wichtige Funktionen:
1. Die Steuerspannung eines Bildpunktes einer passiven Matrix sinkt mit Zunahme der verwendeten Zeilen- und Spaltenanzahl einer Pixelmatrix, weil der Spannungs-Effektivwert (RMS) der impulsförmigen Ansteuerung maßgebend ist. Daher sind passive Matrizen in ihrer Größe begrenzt. Eine Sample-and-Hold-Schaltung kann diese Spannung auf dem zum Ansteuern der LC-Zelle gewünschten Wert halten.
2. Die stetige Erhöhung der Spalten- und Zeilenzahlen und die Verringerung der Bildpunktgrößen erhöhen die parasitären Kapazitäten eines Bildpunktes. Um die für eine flüssige Bildwiedergabe nötige Bildwechselfrequenz zu erreichen, darf die Kapazität keine Verringerung der Umschaltgeschwindigkeit hervorrufen. Eine lokale aktive Schaltung mit separater Stromversorgungsleitung kann mit kurzen, starken Stromimpulsen die schnelle Umschaltung garantieren.

Beide Effekte (beliebig geringe Steuerspannung und Ausgleich parasitärer Kapazitäten) führen dazu, dass Aktiv-Matrix-Displays dem steten Wunsch nach kleineren Pixeln (PDAs, Mobiltelefone mit Farbdisplay) oder höheren Pixelzahlen (Notebook, Digitalkamera-Display, Flüssigkristallbildschirm) als einzige LCD-Form gerecht werden können.
Durch die Verwendung von IPS-LCD-Zellen wird auch die Weitwinkligkeit der Anzeige gegenüber Super-Twisted-Nematic-(STN)-Passiv-Matrix-Displays verbessert.
Wichtigster Vertreter von Aktiv-Matrix-Displays sind Displays mit Dünnschichttransistoren (englisch Thin Film Transistor, TFT), bei denen der Transistor direkt auf das Glassubstrat aufgedampft ist. OLED-Displays werden ebenfalls als Aktiv-Matrix-Displays realisiert. Solange keine Hochfrequenztransistoren aus Kunststoff möglich sind, erfordert ein OLED eine ähnliche Verstärkerstruktur auf Glas- oder Siliziumbasis wie ein herkömmliches LCD mit dem Unterschied, dass eine Leuchtdiode mit einem Strom und nicht mit einer Spannung betrieben wird. Deshalb sind niederohmige, schmale Zuleitungen in der Anzeigefläche eine Herausforderung.
Displays mit elektronischem Papier enthalten ebenfalls eine TFT-Aktiv-Matrix zur Ansteuerung der Bildpunkte.